# Národní historická rezervace Ebey's Landing
Ebey's Landing je národní historická rezervace blízko Coupevillu ve státě Washington.

## Popis
Národní historická rezervace Ebey's Landing je venkovské historické území, na kterém jsou chráněny ostatky osidlování a objevování oblasti Pugetova zálivu od devatenáctého století. Stále funkční historické farmy na prériích Whidbeyova ostrova odhalují zemědělské praktiky, které zůstávají nezměněné od doby, co osadníci získali půdu od Unie v padesátých letech devatenáctého století. V rezervaci se nachází Viktoriánský přístav Coupeville, jedno z nejstarších měst ve Washingtonu. Nacházejí se zde také státní parky Fort Casey a Fort Ebey. Do rezervace také patří Historické území Střední Whidbeyův ostrov a památkový dům Seržanta Clarka.
Ebey's Landing názorně ukazuje historii teritorií na Pacifickém Severozápadě včetně prvního objevení Pugetova zálivu Georgem Vancouverem, usazení Colonela Isaaca Ebeyho, prvního trvalého obyvatele Whidbeyova ostrova, růst a další osídlení díky Oregonské stezce, další migrace na západ, darování půdy zdejším osadníkům a zrod, růst a vývoj města Coupeville.

### Pravomoce
Na rozdíl od ostatních památek chráněných National Park Servicem je Ebey's Landing mixem federálního, státního, okresního i soukromého vlastnictví. Pouze 846 hektarů je federálním majetkem.